# Phloiophilus edwardsi
Phloiophilus edwardsi – jedyny gatunek chrząszcza z monotypowego rodzaju Phloiophilus i monotypowej rodziny Phloiophilidae.

## Opis

### Owady dorosłe
Ciało długości od 2,3 do 2,6 mm, wydłużone, mniej lub bardziej grzbietowo wypukłe. Tułów czarny, a pokrywy z ciemnymi znakami. Oczy silnie wypukłe. Czułki krótkie, 11-członowe, maczugowate. Nasada przedplecza równa lub nieco tylko węższa od nasady pokryw. Panewki biodrowe odnóży środkowych otwarte bocznie. Wszystkie stopy pięcioczłonowe. Pokrywy słabo owłosione, przykrywają cały odwłok lub odsłaniają kawałek jego końcowego segmentu. Na odwłoku widocznych 5 sternitów.

### Larwy
Ciało larw wydłużone, o bokach mniej lub bardziej równoległych, nieco przypłaszczone. Grzbietowa strona tylko bardzo słabo pigmentowana i zesklerotyzowana. Czułki trójczłonowe. Oczy proste obecne. Szew czołowo-nadustkowy dobrze zaznaczony. Wierzchołki żuwaczek dwupłatkowe lub dwuzębne. Odnóża tułowiowe 5-członowe, zakończone pojedynczym ruchomym pazurkiem. Odwłok złożony z 10 widocznych segmentów, z których ostatni zakończony przysadkami odwłokowymi (cerci).

## Biologia i ekologia
Zamieszkuje lasy liściaste i iglaste. Swój cykl rozwojowy przechodzi w grzybie żylaku kosmatym (Phlebia merismoides), który owocuje od jesieni do wiosny na kłodach i opadłych gałęziach dębu, a rzadziej wiązu, buka, lipy, leszczyny, sosny i świerka. Larwy chrząszcza żerują na spodniej stronie owocnika od jesieni do wiosny, po czym opuszczają go, by przepoczwarczyć się w glebie. Dorosłe opuszczają komory poczwarkowe zwykle jesienią, pod koniec września lub na początku października i przeżywają do wiosny, zimując w ściółce, mchu i pod korą. Uaktywniają się jednak w słoneczne dni zimowe, kiedy to odbywają loty.

## Rozprzestrzenienie
Gatunek zachodnioeuropejski z izolowanymi stanowiskami w Europie Środkowej. Wykazany został z Austrii, Belgii, Danii, Francji, Holandii, Irlandii, Niemiec, Polski, Słowenii, Węgier i Wielkiej Brytanii.
W Polsce, gdzie przebiega wschodnia granice jego zasięgu, notowany z dwóch stanowisk.